# Caprorhinus seyrigi
Caprorhinus seyrigi är en insektsart som beskrevs av Wintrebert 1972. Caprorhinus seyrigi ingår i släktet Caprorhinus och familjen Pyrgomorphidae. Inga underarter finns listade i Catalogue of Life.